# Flagge Connecticuts

Flagge Connecticuts

Die Flagge des US-Bundesstaates Connecticut wurde im Jahr 1897 angenommen.

## Gestaltung
Die Flagge zeigt in einem barocken Schild das Siegel Connecticuts, das wiederum auf ein Siegel aus dem Jahr 1784 zurückgeht.
Die blaue Grundfläche erinnert an die Uniformfarbe der Miliz des Staats. 
In einem Schriftband unter dem Siegel steht das lateinische Motto Connecticuts:

“Qui transtulit sustinet.”

„Wer herüberbrachte, wird erhalten.“

Dieses Motto geht vermutlich auf Psalm 80 zurück. 1889 veröffentlichte der Staatsbibliothekar Charles J. Hoadly einen Artikel, in dem es heißt:

“The vines symbolize the Colony brought over and planted here in the wilderness. We read in the 80th Psalm: ‘Thou has brought a vine out of Egypt: Thou hast cast out the heathen, and planted it’ – auf Latein: Vineam de Aegypto transtulisti, ejicisti gentes et plantasti eam‘; and the motto expresses our belief that He who brought over the vine continues to take care of it – ‚Qui transtulit sustinet.‘”

„Die Weintrauben symbolisieren die Kolonie, aus der sie man in die Wildnis gebracht hatte. Im 80. Psalm lesen wir: Du hast einen Weinstock aus Ägypten geholt und hast vertrieben die Heiden und denselben gepflanzt.“

Man vermutet auch, dass die drei Weinstöcke gewählt wurden, um die drei Kolonien New Haven, Saybrook und Hartford zu repräsentieren.